# Chiesa di San Domenico Maggiore (Taranto)
La chiesa di San Domenico (già chiesa di San Pietro Imperiale) è una chiesa in stile romanico-gotico che si erge sul fronte occidentale del centro storico (Città vecchia) di Taranto, la cui costruzione venne completata intorno al 1360. L'appellativo "maggiore" consolidato da Francesco Fella ed Enzo La Gioia nella monografia del 1985, venne originariamente adottato nel XIX secolo per l'attuale Santuario della Madonna della Salute o Monteoliveto, nel periodo che va dalla Restaurazione post napoleonica al 1866, durante il quale vi si trasferirono i Domenicani. Nelle fonti, infatti quest'ultimo ricorre come S. Domenico Maggiore per distinguerlo da San Pietro Imperiale, all'epoca molto degradato, popolarmente appellato S. Domenico vecchio. È probabile che in seguito all'abbandono della città da parte dei Domenicani, dopo il restauro del complesso medievale ai primi del XX secolo e, soprattutto, per effetto della demolizione del convento di S. Giovanni che ne occludeva la vista dal porto, la ritrovata monumentalità e le rinnovate funzioni religiose e laicali, determinarono la progressiva acquisizione dell'appellativo maggiore nella vulgata locale, non più per distinguersi da un omonimo complesso ma per sancirne il rilievo urbano.

## Storia
Sul Borgo sorgeva un tempio greco di epoca arcaica, ricostruito in epoca classica (V secolo a.C.), sui cui resti sorse, probabilmente nel corso dell'XI secolo l'abbazia benedettina di San Pietro Imperiale. Il complesso venne concesso a titolo oneroso dai benedettini ai domenicani nel XIV secolo.
Come testimonia un'iscrizione in latino nello stemma del portale di ingresso l'attuale edificio venne completato intorno al 1360 conservando il titolo di San Pietro Imperiale. Lo stemma riportante il bue è associato alle armi della famiglia Taurisano, i cui esponenti principali erano sepolti nella Cattedrale (dove si conserva uno stemma analogo realizzato su una lastra tombale).
I padri domenicani vi si insediarono nella prima metà del Trecento, la data di registrazione negli archivi dell'ordine è il 1349.
Nel corso del XVI e del XVII secolo si costituirono tre confraternite: la Reale arciconfraternita di Maria Santissima del Rosario (tra il 1571 e il 1578), la Confraternita del Santissimo Nome di Gesù (1580), più nota come "del Santissimo Nome di Dio" e la confraternita di san Domenico in Soriano (1670), le quali eressero nella chiesa tre altari nelle cappelle della navata sinistra.
L'ingresso principale è raggiungibile per mezzo di una scalinata barocca costruita al centro della facciata verso la fine del XVIII secolo, quando fu creato il pendio San Domenico per collegare la via Duomo con la parte bassa dell'isola.

## Descrizione

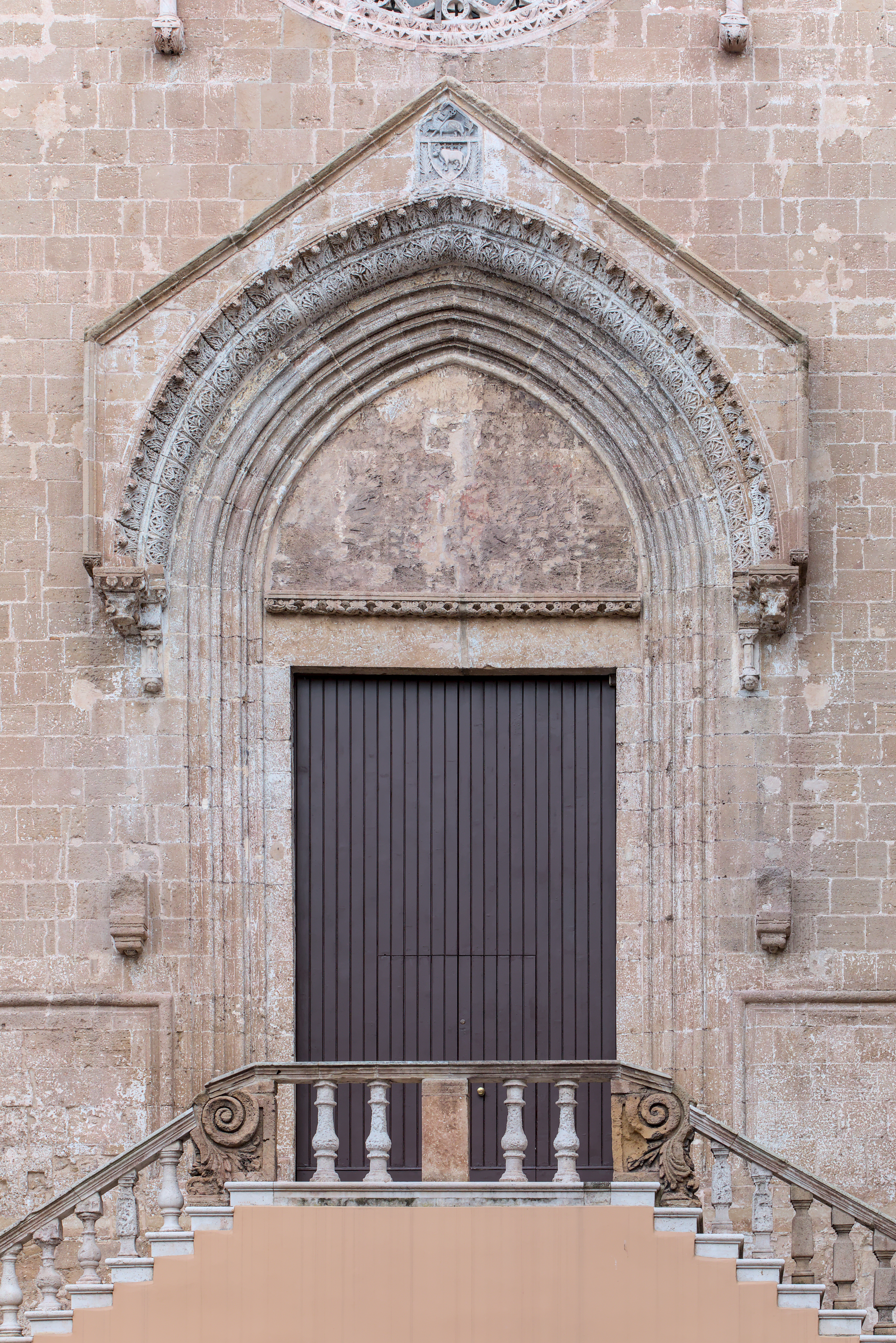
Portale
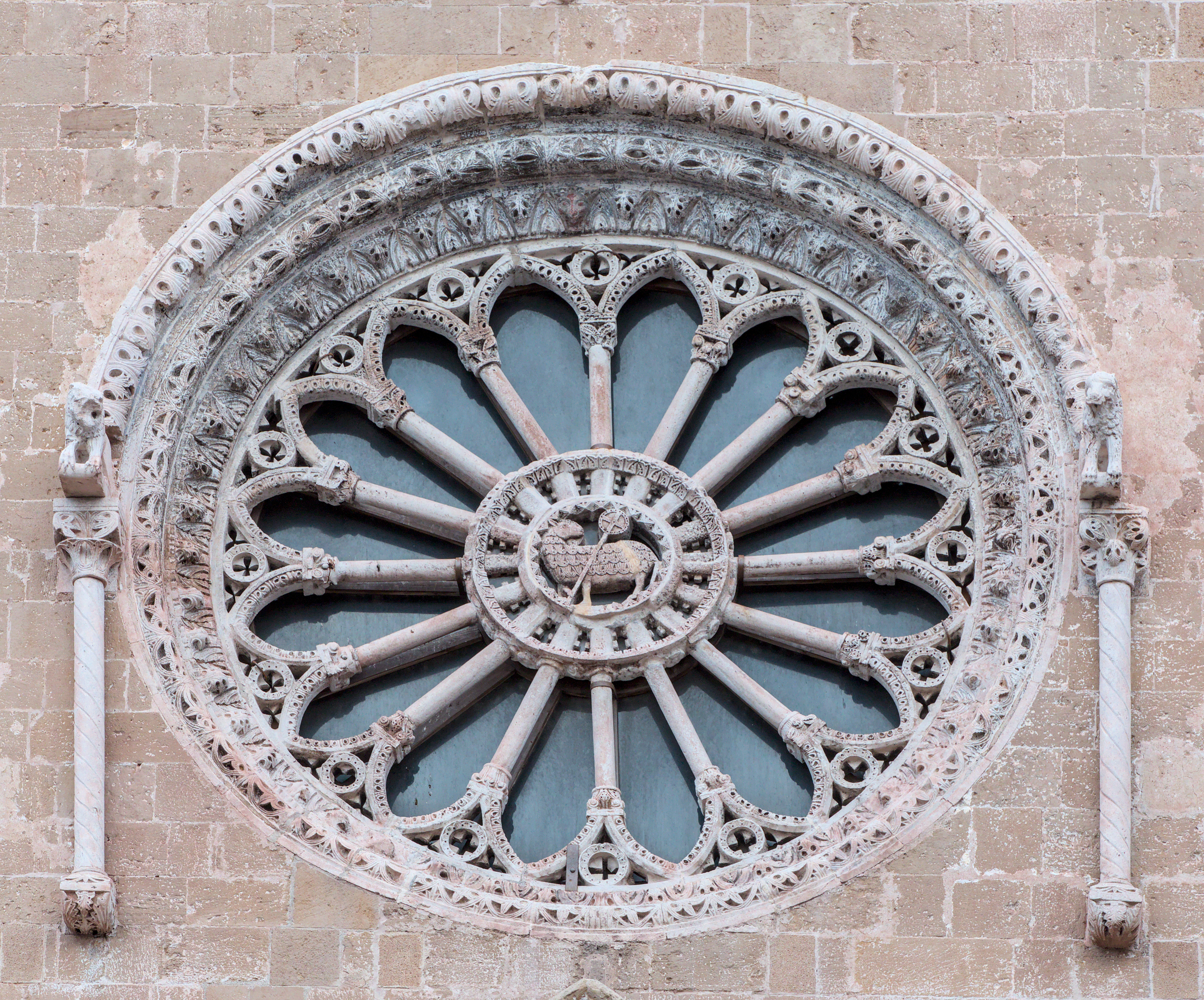
Rosone
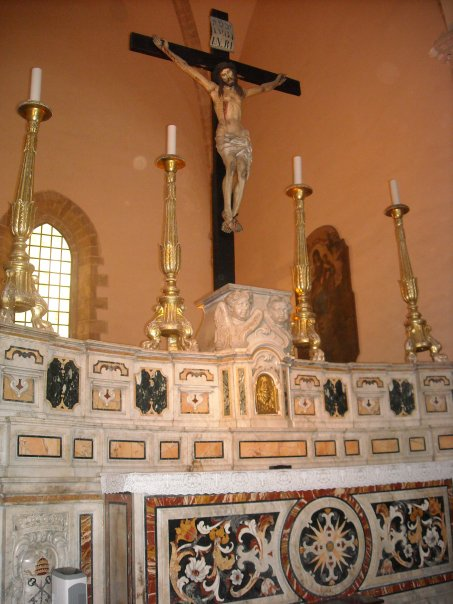
Altare maggiore
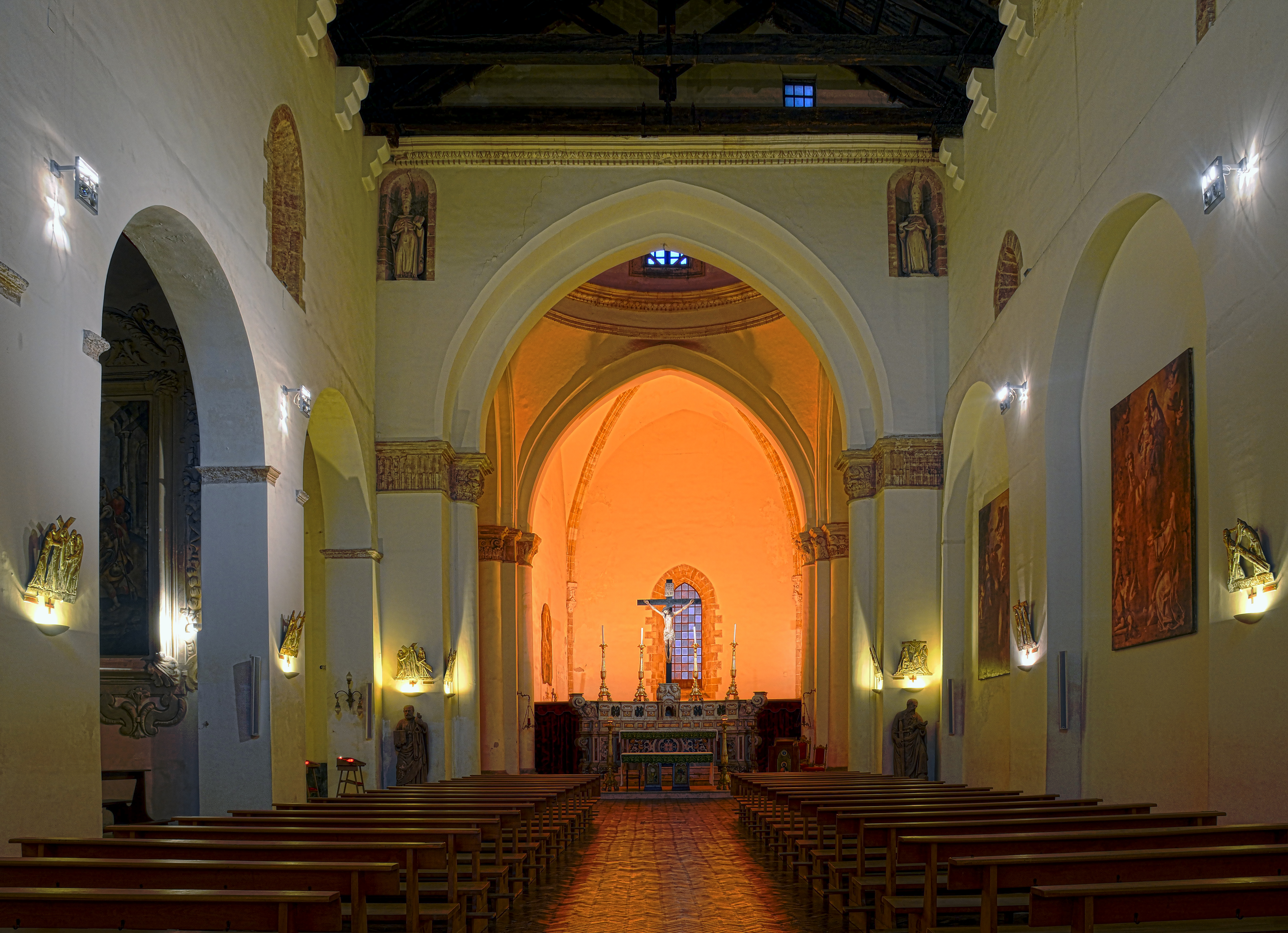
Interno

### Cappelle della navata sinistra
Nella prima cappella della navata sinistra l'altare della Madonna del Rosario venne rinnovato nel 1751 dall'omonima arciconfraternita, come riporta l'iscrizione sopra la porta di accesso. Il dipinto con la Vergine del Rosario di autore ignoto ma sicuramente appartenente alla scuola di Francesco Solimena è attorniato da formelle riproducenti i quindici misteri del Rosario e da un rivestimento in marmi policromi opera di Nicola e Francesco Ghetti che lavorarono anche nel cappellone di San Cataldo, sulle pareti laterali vi sono due grandi tele datate 1770 di autore ignoto che raffigurano Pio V che benedice i vincitori di Lepanto e la Crociata di San Domenico contro gli albigesi.
Nella seconda cappella, dedicata a San Vincenzo Ferrer si trova una grande tela con raffigurato il santo.
Nella terza cappella, della confraternita del Santissimo Nome di Gesù, è ospitato il simulacro di Gesù Bambino in piedi (detto U'Bammine all'erte), che viene portato in processione dalla confraternita in occasione dell'Epifania. L'altare presenta un decoro ligneo in stile barocco, con le colonne sorrette da demoni in legno, a simboleggiare la sottomissioni del demonio, e ospita la tela della Circoncisione di Gesù, opera del pittore Fabrizio Santafede, della seconda metà del XVI secolo. Nella cappella si trovano inoltre due tele di autore ignoto sulle pareti laterali (Natività e Adorazione dei Magi) e una pietra tombale con lo stemma della famiglia Nannio.
La quarta e ultima cappella è dedicata alla Madonna Addolorata ed è curata dalla Confraternita di Maria Santissima Addolorata e san Domenico, erede di quella di San Domenico in Soriano. L'altare e in stile barocco, opera di Ambrogio Martinelli nel XVII secolo, ospita la statua della Vergine Addolorata della seconda metà del XVII secolo, che viene portata in processione il Giovedì santo e durante la festa grande della confraternita, la terza domenica di settembre.

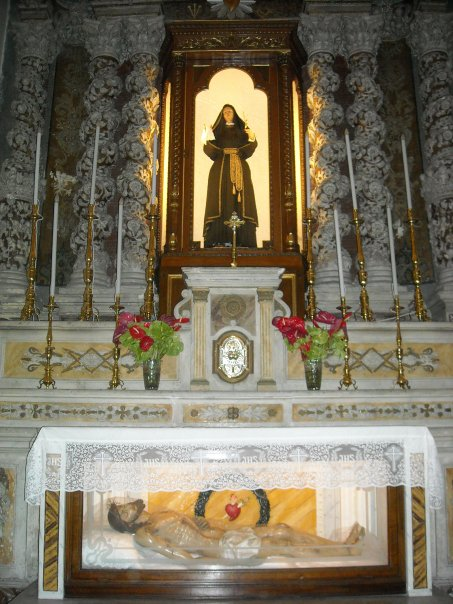
Altare della confraternita di Maria Santissima Addolorata e san Domenico
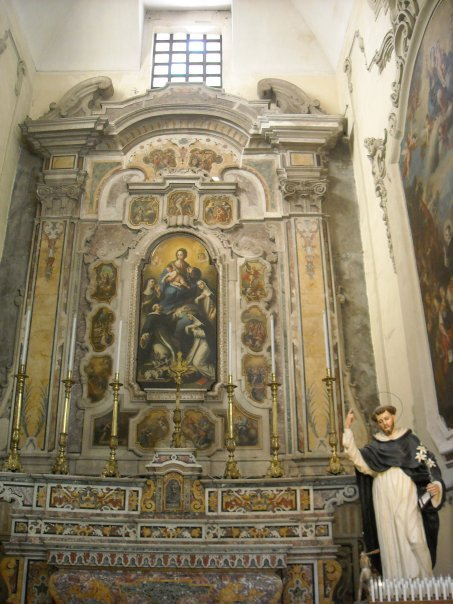
Altare della reale arciconfraternita di Maria Santissima del Rosario
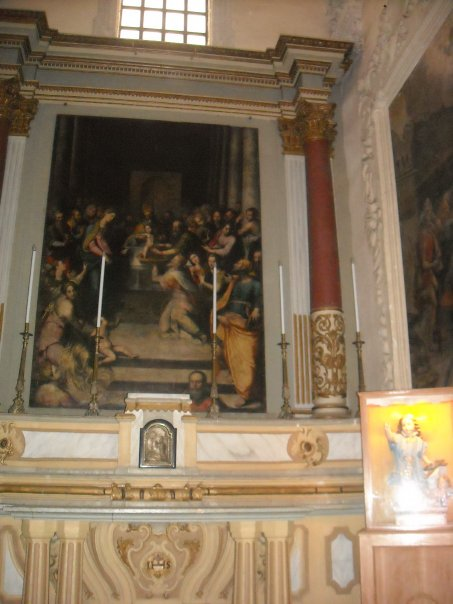
Altare della confraternita del Santissimo Nome di Gesù

### Abside
Nella zona absidale vi è sepolto il domenicano Tommaso de Sarria arcivescovo di Taranto dal 1665 al 1685.

### Soffitto
Nel 1717 venne realizzato un soffitto ligneo dipinto, che racchiudeva le tele del Trionfo di san Domenico, di San Vincenzo che predica e la Gloria di san Tommaso. Ma, nella notte di Natale del 1964, il soffitto crollò e l'intera struttura non è stata più ricostruita. L'attuale soffitto è fatto di semplici capriate in legno.

## Il convento
Il convento di San Domenico fu edificato nel corso del XIV secolo circa cinquanta anni dopo la Chiesa di San Domenico Maggiore. In precedenza è stata attestata la presenza del monastero di S. Pietro Imperiale e quella, successiva, di quello dei Benedettini di Montecassino dietro concessione di Roberto il Guiscardo. Nel corso del XIX secolo, l'edificio divenne la sede del Comando della Regia Guardia di Finanza e della Sottodirezione del Genio militare del Regio Esercito. Il chiostro, parte fondamentale dell'intera costruzione, presenta prevalenti tratti settecenteschi essendo frutto di cambiamenti ed ampliamenti successivi alla fondazione del convento. Ha pianta irregolare con bracci con volte a crociera e colonne con capitelli di carparo con motivi a foglie. Sulla parte orientale sono presenti testimonianze pittoriche di carattere religiose.

### Archeologia
Nel corso degli scavi durante gli anni '90, sono emerse tracce di occupazione del sito risalenti al neolitico a partire dal VI millennio a.C. L'insediamento era in connessione con quelli dell'area dello Scoglio del Tonno e di Saturo e presenta tracce di frequentazione micenea. Di età successiva (X-VIII secolo a.C) sono i resti dell'insediamento iapigio spodestati poi dalla colonia spartana di Taras. Rilevanti sono anche i resti di un tempio sito sull'acropoli della città greca corrispondente, per l'appunto, all'area dell'omonima chiesa e del convento.

### Frammenti
I resti di età romana sono identificabili solo in due frammenti iscritti poi riutilizzati nel corso del Trecento nel rifacimento della facciata. Il primo reca l'iscrizione .CORMUS. II.. vir (Cormus duoviro...). Nel secondo, invece, si legge: .CN. POMPEIUS. (Cneo Pompeo). La frequentazione romana è attestata quasi esclusivamente da due frammenti di architrave iscritti, riutilizzati nella facciata trecentesca del convento, lungo l’ala est del chiostro.